# NGC 1436
NGC 1436 (NGC 1437) é uma galáxia espiral barrada (SBab) localizada na direcção da constelação de Eridanus. Possui uma declinação de -35° 51' 15" e uma ascensão recta de 3 horas, 43 minutos e 37,1 segundos.
A galáxia NGC 1436 foi descoberta em 9 de Janeiro de 1836 por John Herschel.